# Longcao Road
Longcao Road is een station van de metro van Shanghai, gelegen in het district Xuhui. Het station werd geopend op 26 december 2000 en is onderdeel van lijn 3 en lijn 12. 